# Bo Gustafsson
Pour les articles homonymes, voir Gustafsson.
Bo Henning Gustafsson (né le 29 septembre 1954 à Strömstad) est un athlète suédois spécialiste des épreuves de marche athlétique.

## Carrière

### Palmarès
| Date | Compétition           | Lieu        | Résultat | Épreuve | Performance     |
| ---- | --------------------- | ----------- | -------- | ------- | --------------- |
| 1980 | Jeux olympiques d'été | Moscou      | —        | 20 km   | Disqualifié     |
| 1980 | Jeux olympiques d'été | Moscou      | —        | 50 km   | Abandon         |
| 1982 | Championnats d'Europe | Athènes     | 3e       | 50 km   | 4 h 01 min 21 s |
| 1984 | Jeux olympiques d'été | Los Angeles | 2e       | 50 km   | 3 h 53 min 19 s |
| 1986 | Championnats d'Europe | Stuttgart   | 7e       | 50 km   | 3 h 50 min 13 s |
| 1987 | Championnats du monde | Rome        | —        | 50 km   | Disqualifié     |
| 1988 | Jeux olympiques d'été | Séoul       | 7e       | 50 km   | 3 h 44 min 49 s |

### Records
| Épreuve      | Performance     | Lieu  | Date              |
| ------------ | --------------- | ----- | ----------------- |
| 20 km marche | 1 h 21 min 38 s |       | 1983              |
| 50 km marche | 3 h 44 min 49 s | Séoul | 30 septembre 1988 |